# Onukia arisana
Onukia arisana är en insektsart som beskrevs av Matsumura 1912. Onukia arisana ingår i släktet Onukia och familjen dvärgstritar. Inga underarter finns listade i Catalogue of Life.